# Ксеноцид
«Ксеноцид» (англ. Xenocide) — научно-фантастический роман американского писателя Орсона Скотта Карда, третья книга из серии Игры Эндера. В 1992 году номинирован на премию Хьюго и Локус за лучший роман. Название романа складываться из комбинации слов «ксено -», что означает чужой, и «- цид», — акт убийства, вместе означает акт убийства популяций инопланетян; сравнивается с геноцидом.

## Сюжет
На Лузитании Эндер находит мир, где люди, пеквенинос и Королева улья могли бы жить вместе. Тем не менее, Лузитания также прибежище десколады. Десколада смертельна для человека, но она имеет важное значение для жизни и размножения пеквенинос (окрещённых «свинксами» (по отдалённому сходству с земными свиньями)), чтобы они могли стать взрослыми особями. Звёздный Конгресс так боится последствий десколады, если она покинет Лузитанию, что приказал уничтожить всю планету и всех, кто там живёт. С флотом на подходе, второй ксеноцид кажется неизбежным.

### Лузитания
После событий, описанных а романе «Голос тех, кого нет» группа персонажей изображена как члены бразильской католической человеческой колонии на Лузитании, уникальной планете, населенной двумя другими известными видами разумной инопланетной жизни: «малышами» пеквенинос и «Королевой Улья». Пеквенинос (порт. pequeninos — «маленькие»; официальное название свинксов) — автохтонный вид для планеты, тогда как «Королева ульев» была переселена в этот мир Эндером, отчасти как искупление за почти полное уничтожение её вида-муравейника в «Игре Эндера».
После восстания небольшой человеческой колонии на Лузитании, чтобы защитить будущее разумных инопланетных видов, по программе «Глашатай мёртвых», Звёздный Конгресс посылает флот на Лузитанию, для восстановления контроля и насильной эвакуации колонии. Этот флот прибудет через 40 лет. Валентина Виггин под своим псевдонимом Демосфен публикует серию статей, раскрывающих наличие на флоте оружия «маленький доктор» — молекулярного деструктора, способного обратить планету в пыль. Демосфен называет это «вторым ксеноцидом», поскольку применение этого оружия приведет к уничтожению единственной известной разумной инопланетной жизни. Она также утверждает, что это жестокое подавление любого колониального мира, стремящегося к автономии от Звёздного Конгресса. Общественный гнев распространяется по всему человечеству, и в некоторых колониях едва не вспыхивают восстания.
Подавив значительное недовольство общественности, Звёздный Конгресс заканчивает свой анализ ситуации, пока флот находится в пути. Опасаясь вируса Десколада, дальнейших мятежей колоний в других мирах и различных возможных неизвестных политических мотивов, Звёздный Конгресс пытается передать флоту приказ уничтожить Лузитанию по прибытии. Посовещавшись с друзьями о том, стоит ли за дело умирать, Джейн (сострадательный ИИ, живущий в ансибле — межЗвёздной сети связи), чтобы заблокировать приказ, устраивает полное отсечение связей через анзибли между флотом и планетарными станциями, а также между кораблями флота. В результате этого действия она рискует быть обнаруженной и погибнуть, если правительство закроет и уничтожит межпланетную сеть. Ни одна известная меньшая компьютерная система не может вместить её сознание.
На самой Лузитании Эндер пытается найти решение надвигающихся катастроф в виде флота Звёздного Конгресса, вируса Десколады и конфликтов между людьми и разумными инопланетными видами. Многое на Лузитании вращается вокруг семьи Рибейра, включая жену Эндера Новинью и её детей. Новинья и Эланора, команда «мать-дочь», ответственная за большинство биологических достижений в борьбе со сложным вирусом Десколады, не уверены, смогут ли они создать безвредный вирус-замену. Возникают конфликты относительно того, стоит ли им это делать, поскольку десколада неразрывно связана с жизненными циклами всех лузитанских организмов и даже может быть сама разумной. Кроме того, чтобы попытаться разработать методы побега с планеты, Эндер убеждает ведущего, беспокойного физика Лузитании Грего, исследовать путешествия быстрее света, несмотря на то, что Грего насмехается над этой идеей. Третий биолог Квара убеждена, что Десколада — разумный, самосознающий вид и заслуживает попыток со стороны людей общения и сохранения. Ещё один брат и католический священник, Квимо (отец Эстеваньо), намерен использовать веру и теологию, чтобы предотвратить другую форму ксеноцида: группы разжигателей войны пеквенинос, которые хотят уничтожить всю земную жизнь с помощью космического корабля, неся в себе смертельную десколаду.

### Мир Пути (планета Дао)
Звёздный Конгресс хочет вернуть свой флот. После того, как все остальное терпит неудачу, он стоит перед дилеммой невозможного исчезновения флота нескольким гражданам мира Пути (Дао), культурного планетарного анклава, смоделированного на раннем Китае. Культура Пути сосредоточена на Говорящих с богами — тех, кто слышит голоса богов в форме непреодолимых побуждений и способен на значительно более высокий интеллект. Позже становится ясно, что богослышащие — жертвы жестокого правительственного проекта: наделенные большим интеллектом благодаря генетической модификации, они также были скованы формой обсессивно-компульсивного расстройства (ОКР) для контроля своей лояльности. Эксперимент проводился в культуре, связанной пятью диктатами: повинуйтесь богам, почитайте предков, любите людей, служите правителям, а затем служите себе. Это ещё одна защита от мятежа. Сверхразумные богослышащие считаются самыми благочестивыми и святыми из всех граждан, и любые неверные мысли в сознании говорящего с Богом немедленно подавляются возникающим ОКР, которое считается знаком от богов, что мысли неверны. Самым уважаемым богослышащим на Дао считается Хань Фэй-Цы, за разработку Колониального Трактата, конвенции о предотвращении восстания в колониях. Благодаря ему удалось предотвратить ужасный конфликт в нескольких колониальных мирах после статей, опубликованных Демосфеном. Великих дел ждут от его дочери и потенциального преемника Хань Цин-Цзяо, — «Блистающей Светом». Сомневаясь в существовании самих богов, Хань Фэй-Цы пообещал своей умирающей жене Цзянь-цинь, что вырастит Цин-Цзяо с непоколебимой верой в богослышащих. Звёздный Конгресс поручил им расшифровать исчезновение флота на Лузитании. Тайная наперсница Хань Цин-Цзяо, Си Вань-му, помогает ей в этой задаче, её интеллект (частично) освобожден от жесткой кастовой системы..
Юная и наивная Цин-Цзяо в конце концов прослеживает личность Демосфена. Узнав, что Демосфен — это Валентина Виггин, сестра Эндера, но что Валентина последние тридцать лет летит на космическом корабле, направляющемся на Лузитанию, Цин-Цзяо приходит к выводу, что единственное возможное объяснение — это усовершенствованное компьютерное программное обеспечение, тесно связанное с коммуникационной сетью. Это программное обеспечение должно скрывать Демосфена и публиковать её работы, одновременно вызывая исчезновение флота. Почти обнаруженная, Джейн открывает себя Хань Фэй-Цы, Хань Цин-Цзяо и Си Вань-му, рассказывая им об их генетическом рабстве и умоляя о снисхождении в их докладе Звёздному Конгрессу.
Уже питая подозрения по поводу состояния богослышащих, Хань Фэй-Цы воспринимает известие о зверствах Конгресса, как и Си Ван-му, но его дочь Хань Цин-Цзяо цепляется за свою веру в то, что Демосфен и Джейн — это неприятели богов. Чувствуя себя преданной своим отцом, который жестоко выведен из строя ОКР из-за нелояльных мыслей, Цин-Цзяо спорит с Джейн. Джейн угрожает отключить все коммуникации на Дао, но Си Вань-му понимает, что это в конечном итоге приведёт к разрушению планеты Звёздным Конгрессом. Понимая, что Джейн действительно живая и сострадательная, Си Ван-му сквозь слезы заявляет, что Джейн не будет блокировать отчёт. Однако Цин-Цзяо сравнивает Джейн со слугами в кастовой системе мира Дао, просто компьютерной программой, предназначенной для обслуживания людей, не содержащей ни свободы воли, ни осознания.
Зная, что она исчерпала свои последние возможности остановить Цин-Цзяо, Джейн жертвует своим будущим и жизнью, не желая причинять вред Цин-Цзяо и населению Дао. Торжествующая Цин-Цзяо сообщает Звёздному Конгрессу о раскрытии личности Демосфена, Джейн и судьбе флота Конгресса. Цин-Цзяо рекомендует назначить согласованную дату через несколько месяцев, чтобы подготовить масштабное предприятие по созданию чистых компьютеров по всей межпланетной сети, после чего переход на новую систему убьет Джейн и позволит Конгрессу снова получить полный контроль. Разрешив отправить сообщение, Джейн восстанавливает связь с флотом, и Конгресс вновь издает приказ Флоту уничтожить Лузитанию.
Хань Фэй-Цы отчаявшись в действиях своей дочери, и своей невольной помощи (в её глубокой промывке мозгов) в её службе Конгрессу, оправляется от недееспособности из-за своего ОКР. Он и Си Ван-му помогают Джейн и тем, кто находится на Лузитании, найти решения их надвигающихся катастроф.
На Лузитании свинкс Садовник, предлагает свою жизнь для эксперимента, чтобы определить, дает ли десколада свинксам разум, или они имеют эту способность врожденно. В ходе эксперимента Садовник, чтобы быть в сознании читает вслух древний эпос — о давней войне и упавшей на планету «комете». Учёные приходят к выводу, что десколада — искусственный инопланетный организм, ставший симбионтом пеквенинос, и управляющий их жизненными циклами. (Благодаря десколаде, физиология свинксов претерпевает значительные изменения во время перехода на очередную стадию жизни. Гуманоидоподобная форма свинксов является так называемой «второй жизнью». Во время первой жизни, они являются неразумными личинками. Переход на третью жизнь получают лишь достойные. Он состоит из ритуальной вивисекции, после которой из тела вырастает разумное дерево с сознанием погибшего свинкса. Избранный для совершения процедуры имеет выбор — провести этот ритуал или же забрать дар «третьей жизни» себе, то есть самому подвергнуться вивисекции).
В конце концов, Эланора Рибейра смогла придумать возможную модель для «реколады»: рекомбинация десколады, которая позволяет туземной жизни выжить и сохранить самосознание, но не стремится убить все другие формы жизни. С имеющимся оборудованием, однако, Реколаду сделать невозможно, и у них заканчивается время против скоро прибывающего Флота.

### «Внешнее» — «Снаружи»
Пока идет это исследование, на Лузитании происходят трагедии. Отец Эстеваньо (Квимо Рибейра), священник, пытающийся склонить отдаленную воинственную секту свинксов от их цели нападения на человечество, убит «Отцовским Деревом» — Поджигателем, который взял Квимо в заложники и отказал ему в пище с ингибиторами против десколады, так что десколада заразила и убила его на 7-й день пребывания в заложниках. Грего Рибейра подстегивает бунт людей, чтобы сжечь лес Поджигателя, но жестокая толпа выходит из-под его контроля и вместо этого бесчинствует в соседнем лесу свинксов, убивая многих его обитателей — первоначальных друзей и союзников человечества. По условиям договора с пеквенинос, Королева Улья появляется для поддержания мира, устанавливая охрану периметра из дронов-жукеров вокруг человеческой колонии и предотвращая дальнейшую эскалацию насилия между двумя группами. Грего заперт в тюрьме, несмотря на то, что в конце концов встал между выжившими пеквенинос и своими собственными бунтовщиками. Город осознает их ужасную ярость и строит часовню вокруг могилы павшего священника, пытаясь найти покаяние за свои действия.
Наконец, совершается прорыв. Знание ансибельной коммуникационной сети позволяет мгновенно передавать информацию, и благодаря знанию того, как Королева Улья даёт ощущение детям-королевам, Джейн, Грего и Ольхадо обнаруживают «внешнее» — «Снаружи». «Снаружи» — это плоскость пространства-времени, где изначально существуют айя. (Aiúa-это термин, данный образцу, определяющему любую конкретную структуру вселенной, будь то конкретный атом, звезда или разумное сознание.) Королевы Улья призываются извне после рождения, давая осознание новому телу. Джейн способна вместить свои огромные вычислительные мощности в схему, определяющую миллиарды атомов и общую структуру, состоящую из простого «звездолета» (немногим больше комнаты), с находящимися там пассажирами, и вывести их «Снаружи». Они быстро договариваются, чтобы Эндер, Эла и Миро вышли «Снаружи». Выведя их во «внешнее», где относительное расположение отсутствует, а затем обратно во «Внутрь» в другую точку физической Вселенной, было достигнуто мгновенное перемещение, наконец, соответствующее мгновенному сообщению Анзиблей и Формиков (жукеров). Пока они находятся во «внешнее», Эла способна создать вирус реколады, который является безопасной заменой десколады и вирус-лекарство от богопротивного генетического дефекта на Дао. Миро видит свое тело таким, каким оно было до того, как его парализовал паралич, и по прибытии во внешний мир его сознание содержится в новом, восстановленном теле. Эндер обнаруживает, однако, сюрреалистическое невольное создание новой «Валентины» и нового «Питера Виггина» из своего подсознания, которые воплощают идеализированные формы его альтруистических и властолюбивых сторон.
Реколада начинает свое распространение по всей Лузитании, превращая ранее смертельный вирус в безвредную помощь туземной жизни. Лекарство-вирус для людей с генетическим дефектом контроля распространено на Дао путем искусственной эпидемии, но Хань Фэй-Цы трагически не способен убедить свою дочь Цин-Цзяо, что это был истинный образ действий во благо Дао. Столкнувшись с возможностью того, что ей всю жизнь лгали и обрекали на уничтожение многие разумные виды, или с альтернативой веры в то, что все, что она когда-либо любила и доверяла, предали её — Демосфен, её отец, её подруга, весь мир, Цин-Цзяо вместо этого впадает в своего рода сумасшествие, продолжает свой обряд богослышащих — прослеживание древесных слоёв до самой своей смерти. Её отец дожил до поздней старости и умер в уважении за собственные достижения, хотя никто и не знал, какую роль он сыграл в привлечении на планету Божественной Эпидемии, как её все теперь называли. Спустя многие годы, некоторые уже начали считать Цинь-цзяо вовсе даже не сумасшедшей, а единственной достойной среди тех, кто ранее слышал голоса богов. И вот после своей смерти, среди набожных она почитается, как столь несравненная святая, что планета смогла избрать её своей покровительницей и защитницей всего мира.
Си Ван-му отправляется с Питером, чтобы взять под контроль Звёздный Конгресс, дабы остановить Флот, приближающийся к Лузитании. Новая персона — молодая Валентина — Валь путешествует, чтобы найти планету, на которую может эвакуироваться население Лузитании. Сцена подготовлена для заключительной книги серии из четырёх частей «Дети разума».

## Отзывы
«Ксеноцид» в 1992 году был номинирован на премию «Хьюго» за лучший роман. По состоянию на 2018 год на сайте Goodreads роман имеет рейтинг 3,78 из 5 на основе 120 000 голосов.

## Связь со «Блистающая Светом»
Части «Блистающая Светом» с января 1991 переиздавалась на страницах журнала «Аналог: научная фантастика и факты» и как часть «Ксеноцида» в главах 1, 3, 5, 7, 9 и 11.

## Ссылка
- «Ксеноцид» на сайте Internet Speculative Fiction Database (англ.)
- «Ксеноцид» на сайте «Лаборатория Фантастики»
- «Ксеноцид» в библиотеке Максима Мошкова